# 定月堂
定月堂（ていげつどう、生没年不詳）とは、江戸時代の浮世絵師。

## 来歴
師系、姓名不詳。画風は奥村政信風であるが政信の門人だったかどうかは明らかではない。作画期は寛保から寛延にかけての頃とされ、作に「初代尾上菊五郎の狂女」（細判紅摺絵、延享4年〈1747年〉の絵暦）と「長崎丸山風景」（大々判漆絵、中右瑛コレクション）の2点が知られる。「長崎丸山風景」は浮絵の技法で描かれている。